# Xã Merry Green, Quận Grant, Arkansas
Xã Merry Green (tiếng Anh: Merry Green Township) là một xã thuộc quận Grant, tiểu bang Arkansas, Hoa Kỳ. Năm 2010, dân số của xã này là 7.213 người.